# Capybara
Das Capybara oder Wasserschwein (Hydrochoerus hydrochaeris) ist eine Säugetierart aus der Familie der Meerschweinchen (Caviidae). Es bildet gemeinsam mit dem Panama-Capybara (Hydrochoerus isthmius) die Gattung Hydrochoerus und ist das größte heute lebende Nagetier. Es bewohnt feuchte Regionen in Südamerika und ist vom Körperbau seiner semiaquatischen (teilweise im Wasser stattfindenden) Lebensweise angepasst.

## Merkmale
Capybaras halten sich vorwiegend im Wasser auf. Die Schwimmhäute zwischen ihren Zehen helfen ihnen dabei, sich dort schnell zu bewegen. Ohren, Augen und Nase verlaufen in einer Linie im oberen Kopfbereich, ähnlich wie beim Kaiman. So können Capybaras fast mit dem gesamten Kopf unterhalb der Wasseroberfläche schwimmen und sind deswegen für etwaige Fressfeinde schwieriger zu erspähen. Das Geschlecht der Tiere ist schwierig zu bestimmen, da sich ihre Geschlechtsorgane im Körperinneren befinden und es keinen ausgeprägten Geschlechtsdimorphismus gibt.

### Körperbau und Fell

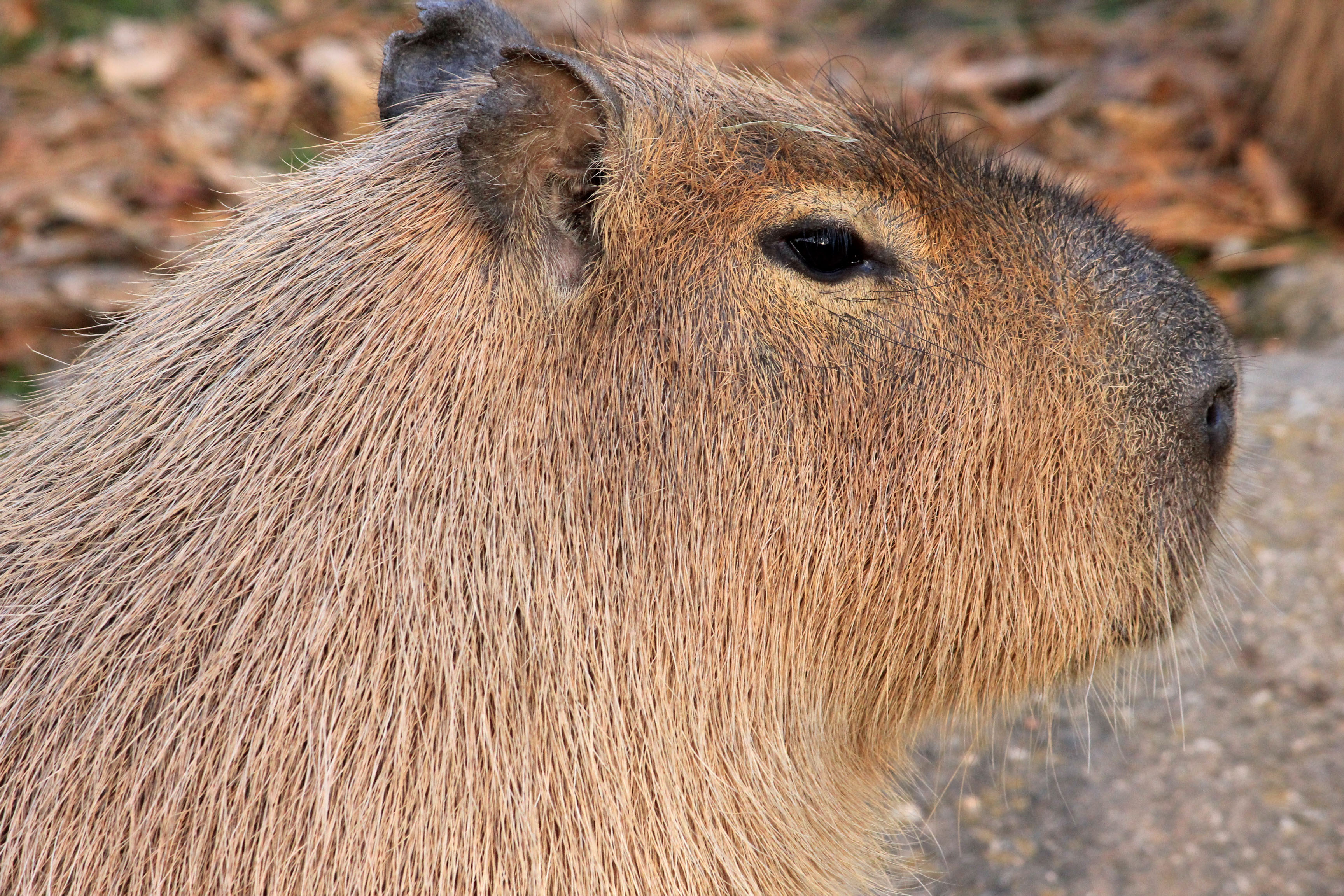
Profil des Kopfes

Das Capybara ist das größte heute lebende Nagetier. Es erreicht eine Kopf-Rumpf-Länge von 100 bis 134 Zentimetern sowie eine Schulterhöhe von 50 bis 62 Zentimetern, wobei die Weibchen etwas größer werden als die Männchen. Das Gewicht kann mehr als 75 Kilogramm betragen, das bekannte Maximalgewicht liegt bei 91 Kilogramm. Die Hinterfußlänge beträgt 21,8 bis 25,2 Zentimeter. Der Körper der Capybaras ist massiv und plump gebaut mit einem stämmigen Rumpf und kurzen Gliedmaßen. Die Vorderbeine enden in vier und die Hinterbeine in drei Zehen, die jeweils radial angeordnet sind. Die hufähnlich verdickten Zehen und Nägel sind durch kleine Schwimmhäute verbunden. Der Schwanz ist deutlich rückgebildet. Das Fell ist lang und rau, stellenweise aber so dünn, dass die Haut durchscheint. Seine Färbung variiert von rotbraun bis grau an der Oberseite, die Unterseite ist gelblich-braun gefärbt. Manche Tiere haben schwarze Flecken im Gesicht, an der Außenseite der Gliedmaßen und am Rumpf. Die Länge der Haare beträgt 30 bis 120 Millimeter.
Capybaras haben einen auffallend breiten und massigen Kopf. Die Schnauze ist im Vergleich zu anderen Meerschweinchenverwandten vergrößert und abgerundet, die Nasenlöcher sind klein und stehen weit auseinander, die kleinen Augen liegen seitlich sehr weit hinten am Kopf. Bei männlichen Tieren ist die Spitze der Schnauze unbehaart und mit einer auffälligen Duftdrüse versehen. Die Ohren sind klein und rund. Wie bei vielen zum Teil im Wasser lebenden Tieren liegen Augen, Ohren und Nasenlöcher hoch oben am Kopf, sodass die Tiere, wenn sie atmen oder Ausschau halten, kaum aus dem Wasser ragen.
Von dem Panama-Capybara unterscheidet sich das Capybara vor allem durch die Größe, hinzu kommen einige Merkmale des Schädels.

### Schädel und Skelett

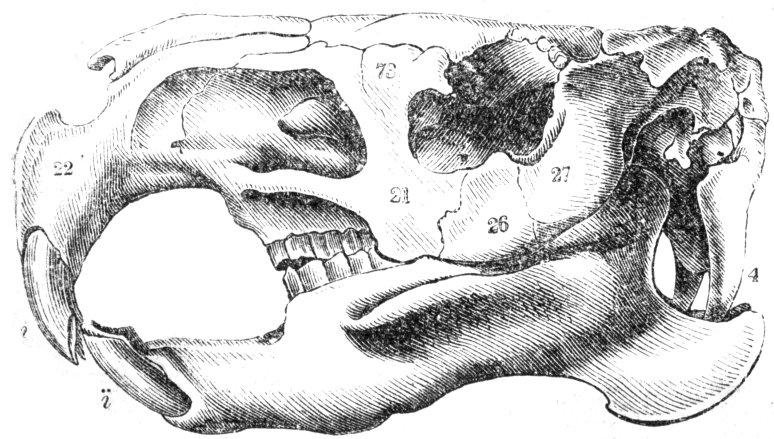
Der Schädel des Capybaras ähnelt bis auf die Maße stark dem der verwandten Meerschweinchen

Der Schädel des Capybara ist groß und kompakt mit einer durchschnittlichen Schädellänge von 240,9 Millimeter (reicht von etwa 210 bis etwa 270 Millimeter), dabei ist er flach und bei Betrachtung ohne Jochbögen schmal gebaut. Die Jochbögen sind kräftig, wobei das Jochbein breit angelegt ist und einen Teil der Gelenkfläche für den Unterkiefer übernimmt.
| 1 | · | 0 | · | 1 | · | 3 | = 20 |

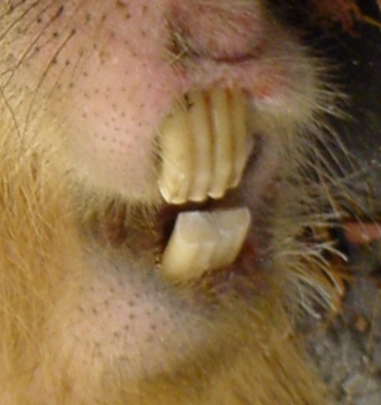
Detailansicht der Schneidezähne

Die Zahnformel der Tiere lautet 1-0-1-3, das bedeutet pro Kieferhälfte besitzen die Tiere einen Schneidezahn, einen Prämolaren und drei Molaren, insgesamt also 20 Zähne. Die weißen Schneidezähne sind mit einer Längsfurche versehen, sie sind wie bei allen Nagetieren vergrößert und zu wurzellosen Nagezähnen umgebildet, dahinter klafft eine als Diastema bezeichnete Lücke. Die Backenzähne sind ebenfalls wurzellos und komplex gebaut: sie bestehen aus herz- oder streifenförmigen Schmelzprismen, die durch Schichten von Zahnzement getrennt sind. Der Molar M3 ist stark vergrößert und überragt in der Länge die anderen drei Mahlzähne zusammen.

## Verbreitungsgebiet und Lebensraum

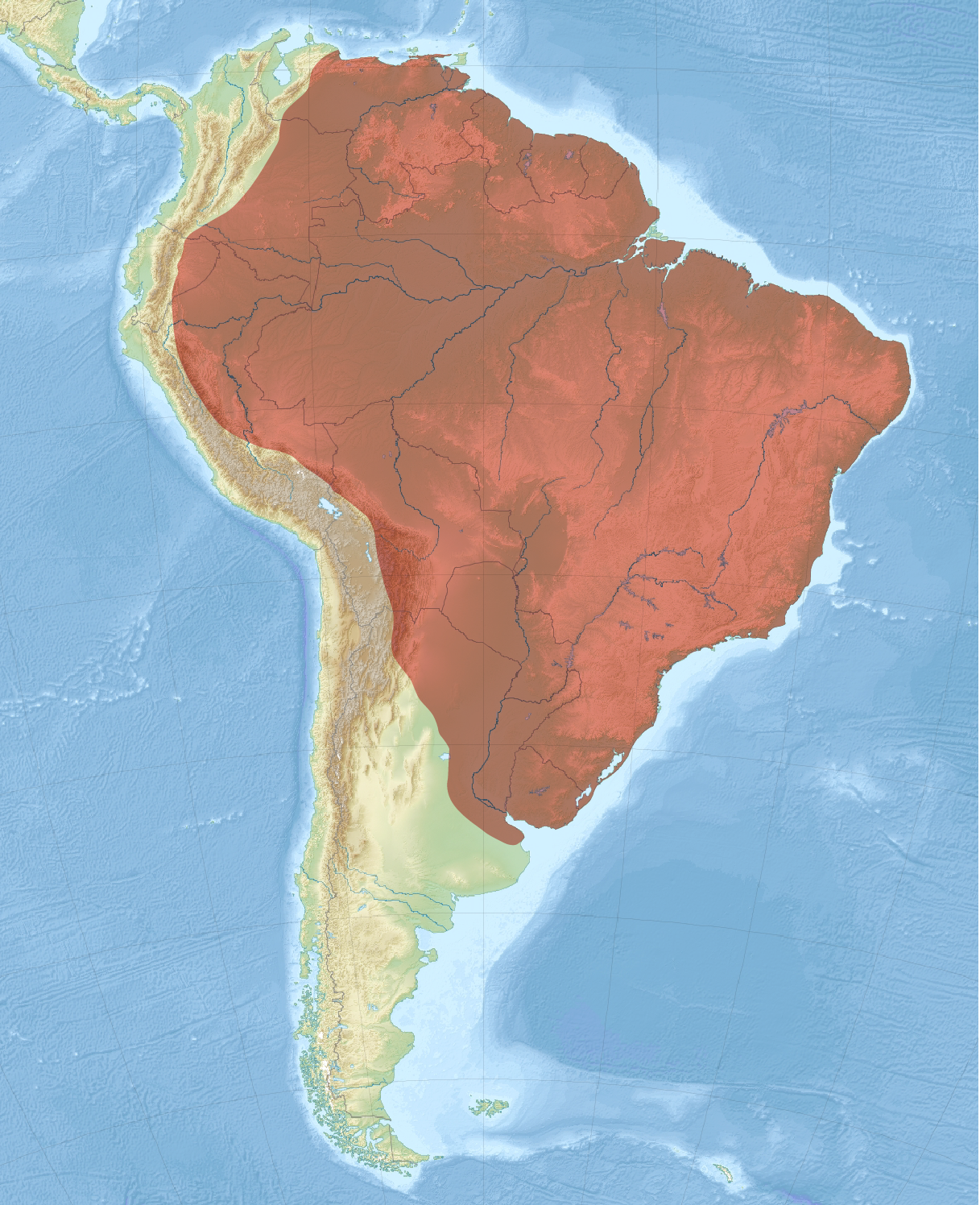
Verbreitungsgebiet des Capybaras

Das Verbreitungsgebiet umfasst nahezu ganz Südamerika östlich der Anden vom östlichen Kolumbien, Venezuela und den Guyana-Staaten über Ecuador, Peru, Brasilien, Bolivien und Paraguay bis nach Uruguay und in das nordöstliche Argentinien bis in die Provinz Buenos Aires. Es erstreckt sich damit unter anderem über die Becken des Orinoco, des Amazonas, des Rio São Francisco und des Río de la Plata, wobei das jeweilige Vorkommen sehr stark von der Temperatur und dem Vorkommen von Wasser abhängt. Nordwestlich von diesem Gebiet liegt das Verbreitungsgebiet des Panama-Capybara, das vom westlichen Kolumbien bis Panama reicht.
Die Habitate der Capybaras sind unterschiedlich, die Tiere stellen aber einige Ansprüche an ihren Lebensraum. Sie sind auf die Nähe von Seen, Tümpeln, Flüssen, Sumpfgebieten oder Mangrovenwäldern angewiesen. Außerdem benötigen sie festen Grund als Schlafplatz, idealerweise mit dichter Vegetation als Schutz. Zur Nahrungsaufnahme begeben sie sich gerne in grasbewachsene Savannengebiete. Die höchsten Populationsdichten erreichen sie in den ausgedehnten Feuchtgebieten Südamerikas wie dem Pantanal und der vom Orinoco durchflossenen Llanos-Region im Norden des Kontinents. Meist leben sie im Flachland, kommen aber auch in Gebieten bis zu 1300 Metern Seehöhe vor. Capybaras sind im Vergleich zu anderen südamerikanischen Arten gegenüber Veränderungen des Lebensraums durch Menschen relativ tolerant und können in gewissem Ausmaß auch in Gebieten überleben, die in Plantagen oder Viehweiden umgewandelt wurden. In einigen Teilen des Verbreitungsgebietes, vor allem im Bereich des Gran Chaco werden zudem Vergrößerungen des Verbreitungsgebietes registriert, da Teile des ursprünglichen Trockengebiets durch Bewässerungen landwirtschaftlich nutzbar gemacht werden und somit geeignete Lebensräume für das Capybara geschaffen werden.

## Lebensweise

### Aktivität

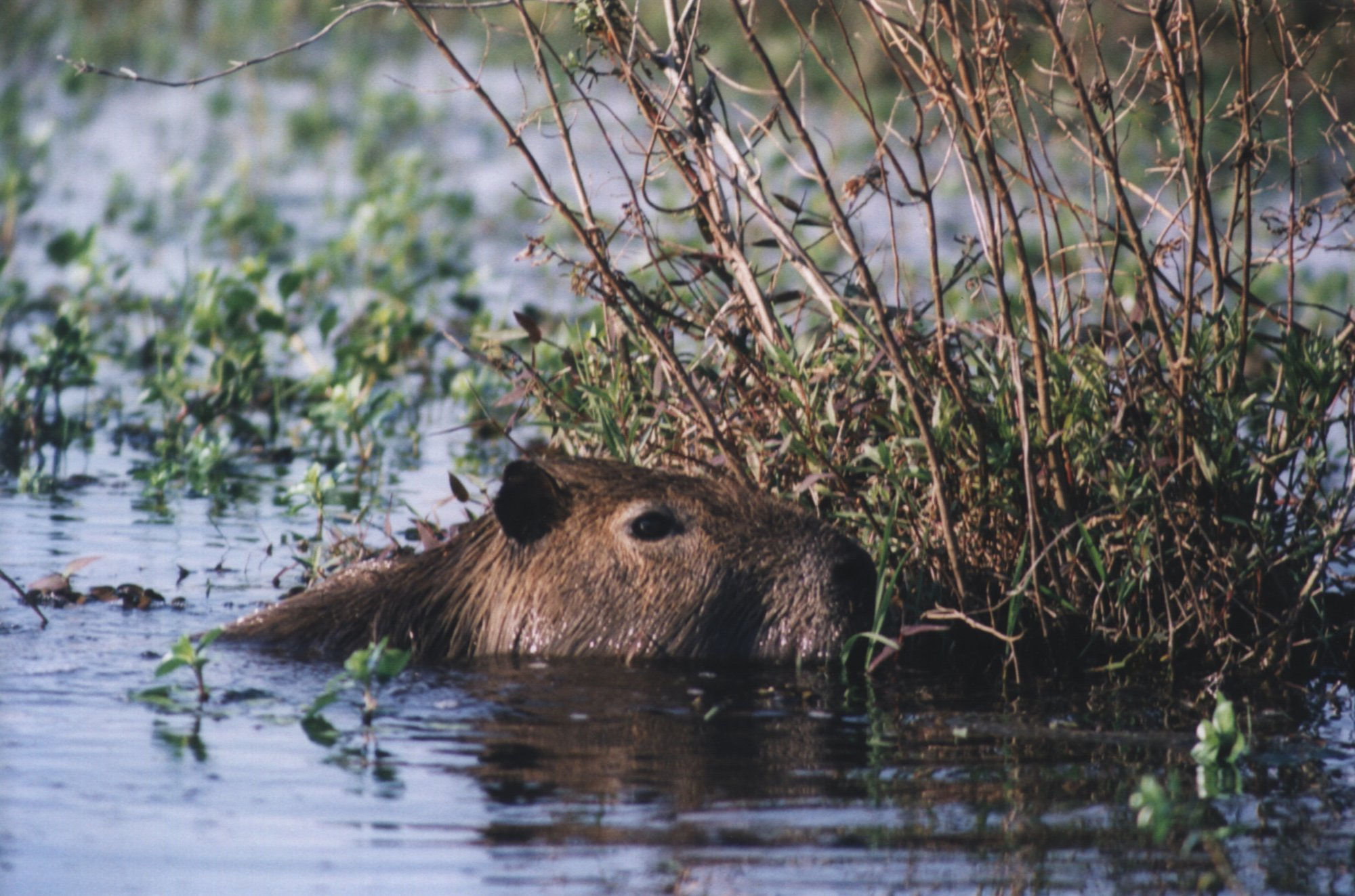
Bei Gefahr verbergen sich Capybaras oft im Wasser

Capybaras sind vorwiegend dämmerungsaktiv. Sie verbringen die Hitze des Tages in Schlammlöchern oder seichtem Wasser. Zur Nachtruhe ziehen sie sich ins Dickicht zurück. Sie graben keine Baue. In Gebieten, in denen sie vom Menschen gestört werden, gehen sie allerdings zu einer nachtaktiven Lebensweise über.
Wenn Gefahr droht, können sie schnell laufen, fliehen aber, wenn möglich, in ein Gewässer. Sie sind hervorragende Schwimmer und tauchen fast völlig unter, wobei nur die Augen und die Nasenspitze aus dem Wasser herausragen. Manchmal verbergen sie sich auch in dichter Wasservegetation. Capybaras können aber auch weite Strecken tauchend zurücklegen. Das tiefe Wasser dient ihnen nur als Fluchtraum. Die meisten Aktivitäten geschehen im seichten Wasser oder an Land.

### Sozialverhalten
Capybaras leben in Herden, die aus einem Paar samt Nachwuchs oder einer größeren Gruppe aus mehreren erwachsenen Tieren bestehen können. Solche Verbände umfassen meist etwa sechs bis zwanzig Tiere. Trifft man auf Einzelgänger, handelt es sich fast immer um erwachsene Männchen.
Die Gruppengröße und die Lebensweise sind von der Jahreszeit und dem Lebensraum abhängig. In der Regenzeit breiten sich Capybaras über ein großes Gebiet aus, wodurch die Gruppen kleiner werden. Capybaras fressen in dieser Zeit viel und legen einen Fettvorrat an. Auch die Aufzucht der Jungtiere geschieht hauptsächlich während der Regenzeit. In der Trockenzeit versammeln sich viele Tiere um die größeren Flüsse und Seen, wobei sich größere Gruppen bilden. Die Sterblichkeit ist in dieser Zeit deutlich erhöht, da Nahrungsmangel und Krankheiten zunehmen und die Tiere wegen des Rückgangs der schützenden Vegetation vermehrt Opfer von Räubern werden. Untersuchungen aus Venezuela zeigen eine durchschnittliche Gruppengröße von fünf bis sechs Tieren während der Regenzeit und etwa 16 Tieren im trockensten Monat März. Während ausgesprochener Dürreperioden kann es zur Bildung von Herden mit bis zu hundert Tieren kommen, die sich um die verbliebenen Gewässer sammeln. Solche Zusammenschlüsse sind aber nur von kurzer Dauer.
Eine Familiengruppe oder Herde wird von einem dominanten Männchen angeführt, das seine Position oft jahrelang innehat. Daneben finden sich ein oder mehrere Weibchen mitsamt ihren Jungtieren. Auch untergeordnete Männchen können Teil einer Herde sein. Die Rangordnung ist in der Regel stabil und bei beiden Geschlechtern hierarchisch gegliedert. Sie wird mit zum Teil aggressiven Kämpfen etabliert.
Eine Gruppe bewohnt ein Territorium von rund 80 bis 200 Hektar. Die Tiere halten sich aber meist in einem Kernrevier von rund 10 Hektar Größe auf, das gegenüber eindringenden Artgenossen verteidigt wird. Die Markierung des Territoriums erfolgt durch Duftdrüsen; sie liegen beim Männchen wie erwähnt oberhalb der Nase sowie bei beiden Geschlechtern in der Afterregion (Analdrüsen).
Capybaras kommunizieren untereinander mit einer Reihe von Lauten. Dazu zählen ein dem Schnurren ähnlicher Laut, der Unterwerfung signalisiert, ein bellender Alarmruf, Zufriedenheit ausdrückende Schnalzlaute, schrille Pfiffe und Grunzlaute.

### Nahrung
Die Nahrung der Capybaras besteht hauptsächlich aus Gräsern, die sie auf dem Festland zu sich nehmen, gelegentlich ergänzt durch Wasserpflanzen. Manchmal fallen sie auch in Plantagen ein und fressen beispielsweise Zuckerrohr, Wassermelonen oder Mais. Die gelegentlich aufgestellte Behauptung, auch Fische gehörten zu ihrer Nahrung, ist falsch.
Capybaras weisen im Bau ihres Verdauungssystems einige Anpassungen an ihre Ernährung auf. Dazu zählen ein länglicher Magen und ein sackförmig vergrößerter Blinddarm. Ähnlich wie einige andere Nagetiere (zum Beispiel Meerschweinchen aber auch Hasen) praktizieren sie Caecotrophie (Koprophagie), das Fressen eines speziellen Kotes: Blinddarmkot, ein weicher, klebriger Kot, dessen Material mit Hilfe spezieller Bakterien im Blinddarm fermentiert wurde, wird unmittelbar nach dem Ausscheiden erneut verzehrt. Auf diese Weise können die Tiere die schwer verdauliche, zellulosehaltige Nahrung auf bestmögliche Weise verwerten. Der endgültig verdaute Kot ist oval und trocken und wird nicht wieder aufgenommen.
Capybaras können, ähnlich den Meerschweinchen, Vitamin C nicht selbst erzeugen, daher muss der Bedarf über die Nahrung gedeckt werden. Bei Tieren in menschlicher Gefangenschaft – mit offensichtlich falscher Fütterung – sind Fälle von Skorbut beobachtet worden.

### Fortpflanzung

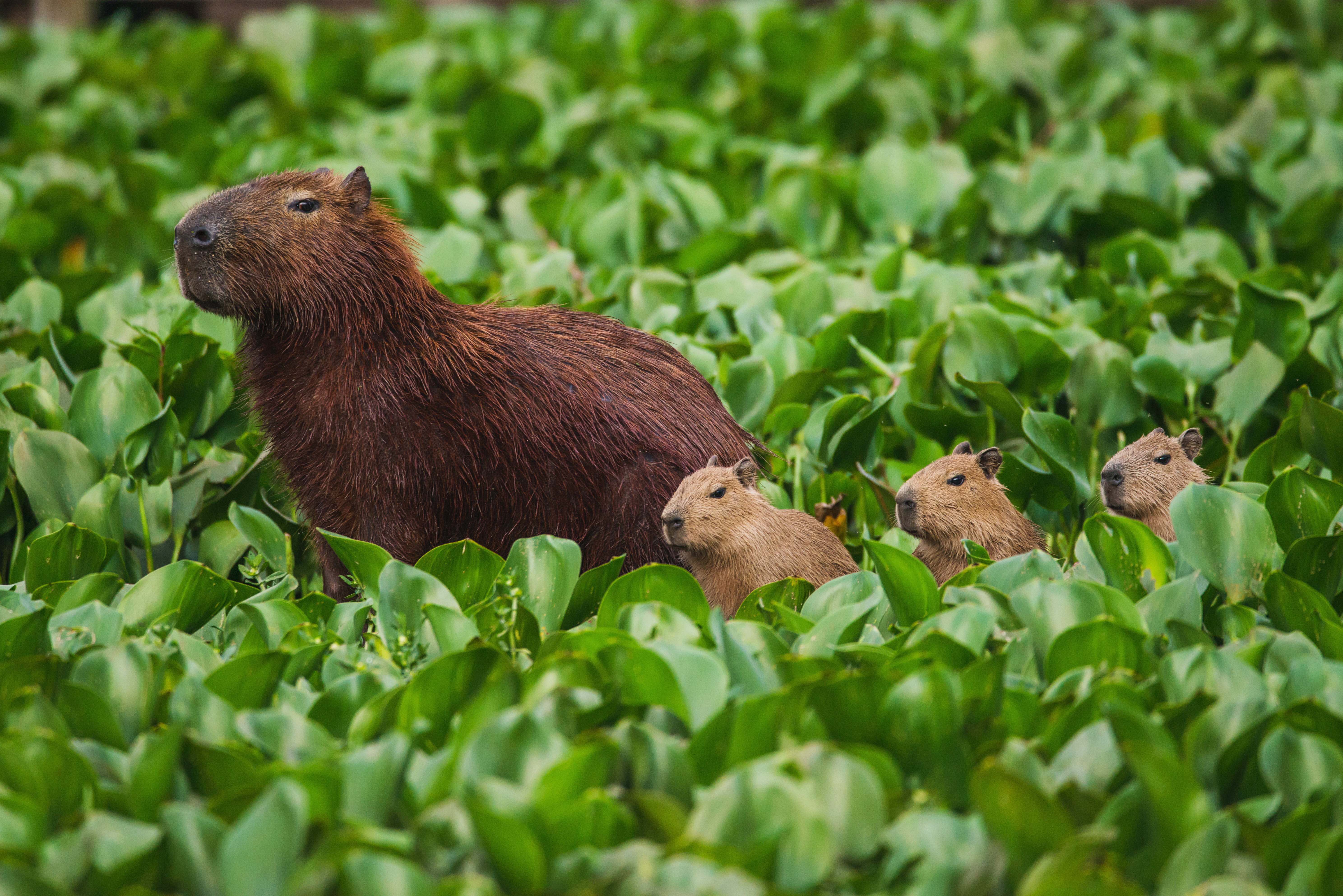
Capybara mit Nachwuchs im geschützten Teil des Rio Tietê

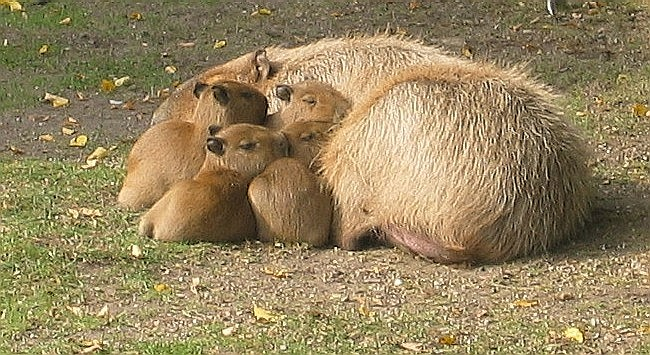
Jungtiere bei der Mutter

Das Männchen leitet die Begattung ein, indem es das Weibchen verfolgt, zunächst am Land, später schwimmend im Wasser. Im seichten Wasser erfolgt dann die Paarung. Nach sechs bis zehn schnellen Stößen ist der Akt vollendet. Innerhalb kurzer Zeit kann dieser Vorgang bis zu 20 Mal mit dem gleichen oder einem anderen Partner wiederholt werden.
Die Paarung kann das ganze Jahr über erfolgen. Die meisten Geburten fallen allerdings in die Regenzeit (April bis Mai im nördlichen Südamerika und Oktober im Süden des Kontinents). Üblicherweise trägt das Weibchen einen Wurf pro Jahr aus, bei günstigen klimatischen Bedingungen können es auch zwei sein. Die Tragzeit beträgt rund 110 Tage bei der nördlichen Unterart und rund 150 Tage bei der südlichen. Capybaras sind Multiparen, die Wurfgröße beläuft sich auf durchschnittlich vier Neugeborene und kann zwischen einem und acht variieren. Die Weibchen haben zehn Zitzen, die paarweise am Bauch angeordnet sind.
Die Tiere legen keine Nester an. Die Geburt kann überall in ihrem Territorium erfolgen. Die Neugeborenen sind ausgesprochene Nestflüchter, haben ein Geburtsgewicht von rund 1,5 Kilogramm und kommen völlig behaart und bereits mit den bleibenden Zähnen zur Welt. Schon kurz nach der Geburt können die Jungtiere Gras zu sich nehmen. Mit drei bis vier Monaten werden sie endgültig entwöhnt. Beide Geschlechter erreichen die Geschlechtsreife mit rund 15 bis 18 Monaten.
Die Lebenserwartung der Capybaras beträgt in freier Natur acht bis zehn Jahre. Tiere in menschlicher Gefangenschaft können ein Alter von mehr als zwölf Jahren erreichen.

### Natürliche Feinde
Zu den natürlichen Feinden der Capybaras zählen vor allem Katzen wie der Jaguar, der Puma und der Ozelot, außerdem der Waldhund, aber auch Kaimane und Anakondas. Jungtiere fallen manchmal Greifvögeln wie der Harpyie und den Geierfalken (Karakaras) zum Opfer.

## Taxonomie und Systematik

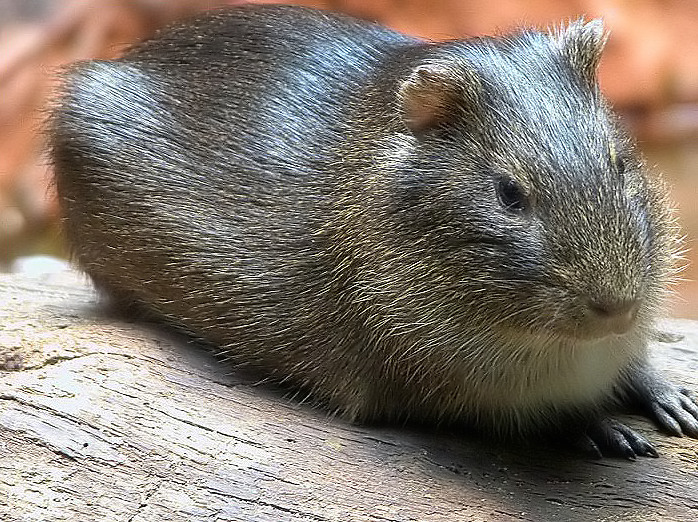
Capybaras gehören zu den Meerschweinchen, hier ein Gemeines Meerschweinchen

Das Capybara war bereits Carl von Linné bekannt und wurde von ihm 1766 in der 12. Auflage seines Systema Naturae innerhalb der Schweine als Sus hydrochaeris wissenschaftlich beschrieben. Mathurin-Jacques Brisson stellte bereits 1762 die Gattung Hydrochoerus auf, der das Capybara mit Linnés Typus später zugeordnet wurde. Daneben existieren zahlreiche Synonyme unterschiedlicher Autoren beginnend mit Cavia capybara Pallas, 1766, bis Hydrochoerus cololoi Berro, 1968. In zahlreichen Publikationen wird die Art zudem als Hydrochoeris hydrochaeris statt Hydrochoerus hydrochaeris bezeichnet. Über den korrekten wissenschaftlichen Gattungsnamen gab es lange Zeit Kontroversen zwischen dem von Brisson 1762 geprägten Hydrochoerus und dem von Brünnich 1772 eingeführten Hydrochaeris. Beide Bezeichnungen leiten sich von den altgriechischen Wörtern ὕδωρ hýdōr ‚Wasser‘ und χοῖρος choîros ‚Schwein‘ ab. Brissons Bezeichnung wurde lange Zeit abgelehnt, da sie nicht der vorgeschriebenen binomialen Nomenklatur entsprach. Die International Commission of Zoological Nomenclature (ICZN) hat aber die Bezeichnung Hydrochoerus 1998 aufgrund des langen Gebrauchs für gültig erklärt, sodass Hydrochoerus hydrochaeris die korrekte wissenschaftliche Bezeichnung darstellt. Hydrochaeris ist allerdings teilweise bis heute zu finden, etwa in Wilson & Reader 2005.

### Äußere Systematik
Die Capybaras werden oft als einzige rezente Vertreter der Familie der Riesennager (Hydrochoeridae) betrachtet. Genetische Untersuchungen haben jedoch gezeigt, dass das Bergmeerschweinchen enger mit dem Capybara als mit den Meerschweinchen verwandt ist, wodurch diese zu einer paraphyletischen Gruppe werden. Jüngere Systematiken wie Wilson & Reeder (2005) ordnen das Wasserschwein deshalb den Meerschweinchen zu und fassen es gemeinsam mit dem Bergmeerschweinchen in die Unterfamilie der Hydrochoerinae innerhalb der Meerschweinchen (Caviidae).

### Innere Systematik
Innerhalb der Art werden neben dem Typus aktuell keine Unterarten unterschieden, allerdings wird eine regionale Zunahme der Körpergröße und -masse nach Süden hin betont. In einigen Veröffentlichungen wurden auf dieser Basis drei Unterarten unterschieden: Hydrochoerus hydrochaeris dabbenei von Paraguay bis in den Südosten Argentiniens, Hydrochoerus hydrochaeris uruguayensis von Uruguay in den Osten Argentiniens sowie die Nominatform im verbleibenden Teil des Verbreitungsgebietes. In einigen Veröffentlichungen wird zudem das Panama-Capybara (H. isthmius) als nördliche Unterart der Nominatform gegenübergestellt, nach aktueller Systematik wird es jedoch als eigenständige Art betrachtet.

### Benennung
Im Deutschen sind für diese Art zwei Bezeichnungen, Capybara und Wasserschwein, verbreitet. Da der Begriff Wasser„schwein“ zu der falschen Annahme verleiten könnte, das Tier sei mit den Schweinen verwandt, wird heute eher das neutrale „Capybara“ bevorzugt. Dieses ist abgeleitet von kapi'yva (auch kapi'ygua) aus der indigenen Sprache Guaraní und bedeutet übersetzt „Herr der Gräser“, weil die Tiere zu den größten Grasfressern des Kontinents zählten. In den spanischsprachigen Ländern wird es unterschiedlich benannt, in Argentinien Carpincho, in Venezuela und Kolumbien Chigüire oder Chigüiro, in Ecuador Capihuara und in Peru Ronsoco; im portugiesischsprachigen Brasilien heißt es Capivara. Cabiai ist eine veraltete französische Bezeichnung für das Wasserschwein. In den gängigen deutschen Übersetzungen des Romans Die geheimnisvolle Insel von Jules Verne wird diese französische Bezeichnung nicht übersetzt, sondern beibehalten.

## Capybaras und Menschen

### Indigene
Schon die Ureinwohner jagten die Capybaras, verzehrten ihr Fleisch, verarbeiteten ihre Haut und verwendeten ihre Nagezähne zu dekorativen Zwecken. Auch in die Mythologie dieser Völker haben sie Eingang gefunden. Nach dem traditionellen Glauben der Yanomami gibt es für jeden neugeborenen Menschen einen Doppelgänger in Form eines Capybaras oder Tapirs, der dessen Lebenskraft teilt: Wird das Tier getötet, stirbt auch der betreffende Mensch.

### Nutzung und Bejagung
Capybaras werden wegen ihrer Haut und ihres Fleisches gejagt. In manchen Regionen gibt es professionelle Jäger, Carpincheros genannt, welche die Jagd zu Handelszwecken ausüben. Vielfach werden die Tiere jedoch auch für den Eigenbedarf erlegt. Capybara-Leder wird besonders in Argentinien geschätzt, es ist hellbraun und mit helleren kleinen Flecken übersät. Neben Handschuhen, Gürteln und Lederjacken werden auch Sättel und Zaumzeug daraus hergestellt. Im südlichen Südamerika gilt das aus dem subkutanen Fett gewonnene Öl als Heilmittel.
Das Fleisch der Capybaras wird nicht überall genossen, da der Geruch als streng empfunden wird und es im Verdacht steht, Hautkrankheiten hervorzurufen. Gegessen wird es vor allem in Venezuela, wo es getrocknet und gepökelt und bevorzugt an Fastentagen gegessen wird. Die in Südamerika weit verbreitete Behauptung, es gebe ein offizielles kirchliches Dokument, welches das Capybara aufgrund seiner Lebensweise und seiner dünn behaarten Haut als „Fisch“ klassifiziere, dürfte aber eine Legende sein, zumal ähnliche Geschichten in anderen Regionen der Erde über andere wasserbewohnende Tiere, beispielsweise Biber, kursieren.
In Argentinien und Uruguay werden vorwiegend Würste aus dem Fleisch hergestellt. Insbesondere in der Llanos-Region gibt es aufgrund dieser vielfältigen Nutzung bereits erste Versuche, Capybaras zu kommerziellen Zwecken auf Farmen zu züchten.
Ein weiterer Grund für die Bejagung sind die Schäden, welche die Tiere der Landwirtschaft zufügen. Vor allem auf Plantagen können sie beträchtliche Verwüstungen anrichten, mancherorts gelten sie als Plage. Insbesondere während der Trockenzeit werden die Capybaras als Nahrungskonkurrenten des Weideviehs angesehen und deshalb von den Weidebesitzern verfolgt.

### Bestandsentwicklung und Bedrohung
Viele der für Capybaras geeigneten Lebensräume finden sich in intensiv zur Weidewirtschaft genutzten Gebieten. Da die Menschen für die Weidetiere Wasserquellen bereitstellen, die Anzahl der Räuber durch Bejagung minimieren und die Grasfläche durch die Rinder kurz gehalten wird, ist es in manchen Gebieten zu einer Zunahme der Wasserschwein-Population gekommen. Zählungen auf großflächigen Rinderfarmen in der Llanos-Region ergaben eine Dichte von 50 bis 300 Tieren pro Quadratkilometer.
In Gebieten, in denen sie in kommerziellem Ausmaß gejagt werden, zum Beispiel in manchen Regionen Venezuelas, sind sie selten geworden. Auch in anderen Regionen, etwa in Peru, sind sie verschwunden oder ist ihre Anzahl drastisch gesunken. Insgesamt sind sie aber häufig und weit verbreitet, sodass sie nicht zu den bedrohten Arten zählen.

## Belege
1. 1 2 3 4 5 6 7 8 9 10 11  Alvaro Mones, Juhani Ojasti: Hydrochoerus hydrochaeris. in: Mammalian Species. Nr. 264, 1986, ISSN 0076-3519, S. 1–7, online (PF; 850 kB; PDF) (Memento des Originals vom 12. April 2016 im Internet Archive)  Info: Der Archivlink wurde automatisch eingesetzt und noch nicht geprüft. Bitte prüfe Original- und Archivlink gemäß Anleitung und entferne dann diesen Hinweis..
2. 1 2 3 4 5 6  James L. Patton: Hydrochoeris hydrochoeris (Linnaeus, 1766) In: James L. Patton, Ulyses F.J. Pardinas, Guillermo D’Elía (Hrsg.): Mammals of South America, Volume 2 - Rodents. The University of Chicago Press, Chicago 2015; S. 721–723. ISBN 978-0-226-16957-6.
3. 1 2  James L. Patton: Subfamily Hydrochoerinae Gray, 1825 In: James L. Patton, Ulyses F.J. Pardinas, Guillermo D’Elía (Hrsg.): Mammals of South America, Volume 2 - Rodents. The University of Chicago Press, Chicago 2015; S. 720. ISBN 978-0-226-16957-6.
4. ↑  Hydrochoerus hydrochaeris in der Roten Liste gefährdeter Arten der IUCN 2015-4. Eingestellt von: D. Queirolo, E. Vieira, F. Reid, 2008. Abgerufen am 3. Januar 2016.
5. 1 2  James L. Patton: Hydrochoeris isthmius Goldmann 1912 In: James L. Patton, Ulyses F.J. Pardinas, Guillermo D’Elía (Hrsg.): Mammals of South America, Volume 2 - Rodents. The University of Chicago Press, Chicago 2015; S. 723–724. ISBN 978-0-226-16957-6.
6. ↑  Juan Manuel Campos Krauer, Samantha M. Wisely: Deforestation and cattle ranging drive rapid range expansion of Capybara in the Gran Chaco ecosystem. Global Change Biology 17 (1), Januar 2011; 206–218, doi:10.1111/j.1365-2486.2010.02193.x.
7. ↑  Juan Manuel Campos Krauer:: Landscape ecology of the Capybara (Hydrochoerus hydrochaeris) in the Chaco region of Paraguay. Dissertation Universität Manhattan (Kansas) 2009 (Volltext)
8. ↑  Carl von Linné: Systema naturae ... 12. Auflage 1766, S. 103. (Digitalisat)
9. 1 2  James L. Patton: Genus Hydrochoerus Brisson, 1762 In: James L. Patton, Ulyses F.J. Pardinas, Guillermo D’Elía (Hrsg.): Mammals of South America, Volume 2 - Rodents. The University of Chicago Press, Chicago 2015; S. 720–721. ISBN 978-0-226-16957-6.
10. 1 2   Hydrochoeris (Memento vom 3. Januar 2016 im Internet Archive). In: Don E. Wilson, DeeAnn M. Reeder (Hrsg.): Mammal Species of the World. A taxonomic and geographic Reference. 2 Bände. 3. Auflage. Johns Hopkins University Press, Baltimore, MD 2005, ISBN 0-8018-8221-4.
11. 1 2  Diane L. Rowe, Rodney L. Honeycutt: Phylogenetic Relationships, Ecological Correlates, and Molecular Evolution Within the Cavioidea (Mammalia, Rodentia). Molecular Biology and Evolution 19 (3), 2002; S. 263–277. (Volltext)
12. ↑  Antonio Guasch: Diccionario Castellano-Guarani, Ediciones Loyola. Asuncion 1978